# Polling (bei Mühldorf am Inn)

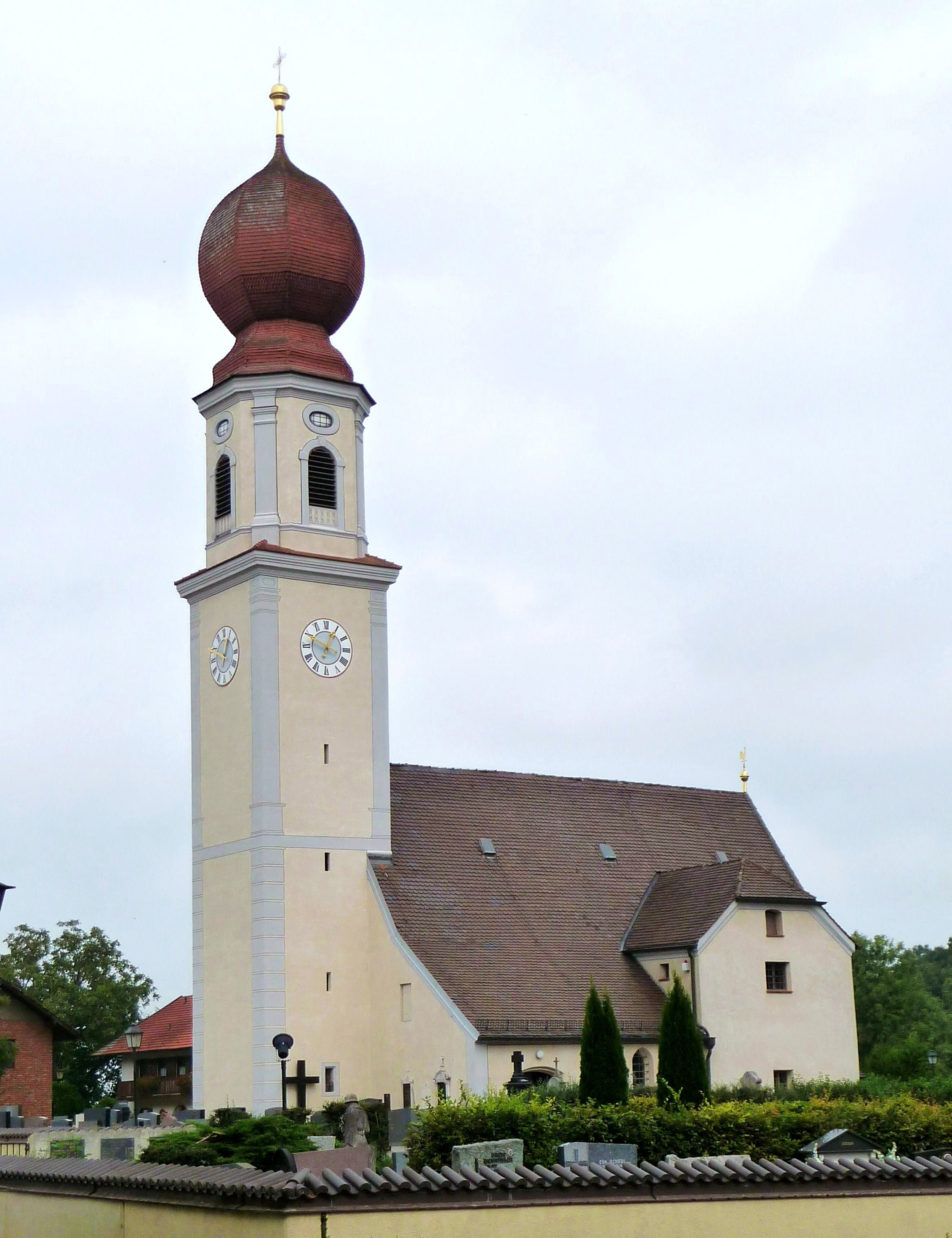
Kuratiekirche Mariä Heimsuchung, Pfarrverband Kraiburg-Flossing

Polling ist eine Gemeinde im oberbayerischen Landkreis Mühldorf am Inn. Die Gemeinde ist Mitglied der Verwaltungsgemeinschaft Polling.

## Geografie

### Lage
Polling liegt in der Planungsregion Südostoberbayern, etwa drei Kilometer südöstlich von Mühldorf und wird durchflossen vom Hirschbach.

### Gemeindegliederung
Polling ist die zweitgrößte Flächengemeinde des Landkreises Mühldorf a. Inn. Die Gemeinde unterteilt sich in die Gemarkungen Polling, Flossing, Grünbach und Forsting. Sie hat 65 Gemeindeteile, davon 1 Pfarrdorf (Oberflossing), 3 Kirchdörfer (Annabrunn, Grünbach, Polling), 7 Dörfer (Ehring, Forsting, Monham, Moos, Seeor, Unterflossing, Weiding) sowie die Weiler und Einöden:
- Anzenberg (Einöde)
- Asthal (Einöde)
- Beham (Einöde)
- Bergham (Weiler)
- Deutlhausen (Einöde)
- Dietlham (Weiler)
- Eck (Einöde)
- Ecking (Einöde)
- Estern (Einöde)
- Fischerhäusl (Einöde)
- Flohberg (Weiler)
- Franking (Weiler)
- Furth (Weiler)
- Geier (Einöde)
- Gießen (Weiler)
- Gröben (Einöde)
- Grund (Einöde)
- Guggenberg (Einöde)
- Gweng (Weiler)
- Hacklehen (Einöde)
- Hechenberg (Einöde)
- Heisting (Weiler)
- Holzen (Einöde)
- Holzhausen (Weiler)
- Kainau (Einöde)
- Klugham (Weiler)
- Knog (Einöde)
- Kronberg (Einöde)
- Kundheft (Einöde)
- Lenzwald (Einöde)
- Liebhartsberg (Einöde)
- Lippach (Einöde)
- Lohner am Wald (Einöde)
- Münchberg (Weiler)
- Obermoosham (Weiler)
- Obermörmoosen (Weiler)
- Öd (Einöde)
- Pfaffenberg (Einöde)
- Ploier (Einöde)
- Pullach (Weiler)
- Rain (Einöde)
- Reichthalham (Einöde)
- Reichwinkl (Einöde)
- Ried (Weiler)
- Riegelsberg (Einöde)
- Schoßmühle (Weiler)
- Steinhölzl (Einöde)
- Stieglholzen (Einöde)
- Utting (Weiler)
- Wald (Weiler)
- Walding (Weiler)
- Wimöstern (Einöde)
- Witzenbichl (Einöde)
- Zaun (Einöde)

## Geschichte
Im Jahr 1123 werden ein Ruprecht und Engelschalk von Polling und damit auch der Ort selbst erstmals urkundlich erwähnt. Der älteste Ort in der Gemeinde ist das bereits 788 erwähnte Flossing. Die katholische Kuratiekirche Mariä Heimsuchung in Polling ist eine spätgotische einschiffige Anlage des 15. Jahrhunderts, barockisiert durch Franz Alois Mayr 1758, sie ist dem Pfarrverband Kraiburg-Flossing zugehörig. Das Dorf Polling gehörte zum Rentamt Burghausen und zum Landgericht Mörmoosen des Kurfürstentums Bayern. Im Zuge der Verwaltungsreformen in Bayern entstand mit dem Gemeindeedikt von 1818 die heutige Gemeinde.

### Eingemeindungen
Am 1. Januar 1970 wurde die Gemeinde Forsting eingegliedert. Am 1. Juli 1970 kam Grünbach hinzu. Flossing folgte am 1. Januar 1972.

### Einwohnerentwicklung
- 1861: 530 Einwohner[6]
- 1970: 1911 Einwohner (incl. Eingemeindung Grünbach und Forsting)
- 1987: 3019 Einwohner (incl. Eingemeindung Flossing)
- 1991: 3141 Einwohner
- 1995: 3309 Einwohner
- 2000: 3416 Einwohner
- 2005: 3474 Einwohner
- 2010: 3352 Einwohner
- 2015: 3310 Einwohner
- 2018: 3328 Einwohner

## Politik

### Gemeinderat
Die Gemeinderatswahl 2020 erbrachte folgende Sitzverteilung:
- CSU: 7 Sitze
- GRÜNE: 2 Sitze
- Freie Wähler: 5 Sitze
- Unabhängige Wählergemeinschaft: 2 Sitze

### Bürgermeister
Erster Bürgermeister ist seit 2014 Lorenz Kronberger (bis 2020 CSU, ab 2020 UWG). Sein Vorgänger war Hans Schmidbauer (CSU).

### Gemeindesteuereinnahmen
Die Gemeindesteuereinnahmen betrugen im Jahr 2006 3.560.000 Euro, davon waren 1.090.000 Euro Gewerbesteuereinnahmen (netto).

### Wappen
| Wappen von Polling | Blasonierung: „In Silber unter blauem Schildhaupt, darin ein silberner Lilienstängel, ein schreitender roter Hirsch.“                                                                                                  |
| Wappen von Polling | Wappenbegründung: Der ehemals größte Grundherr im Ort war das Kloster Raitenhaslach, symbolisiert durch den Lilienstengel. Der rote Hirsch im Wappen steht für das ehemalige Ortsgeschlecht der Pollinger von Polling. |

### Gemeindepartnerschaften
- Hohenzell, Österreich

## Kultur und Sehenswürdigkeiten

### Vereine
In Polling befindet sich die operative Niederlassung des Funsportclub Polling e. V. (VR-Nr. 30703). Zweck des Vereins ist die Förderung der Hand-Auge-Koordination und Teamfähigkeit der Spieler mittels legalem, beaufsichtigtem Betrieb der Sportarten Paintball, Lasertag und Softair.

## Wirtschaft und Infrastruktur

### Wirtschaft einschließlich Land- und Forstwirtschaft
1998 gab im Bereich der Land- und Forstwirtschaft sechs, im produzierenden Gewerbe 1093 und im Bereich Handel und Verkehr 226 sozialversicherungspflichtig Beschäftigte am Arbeitsort. In sonstigen Wirtschaftsbereichen waren am Arbeitsort 132 Personen sozialversicherungspflichtig beschäftigt. Sozialversicherungspflichtig Beschäftigte am Wohnort gab es 1032. Im verarbeitenden Gewerbe gab es einen, im Bauhauptgewerbe acht Betriebe. Zudem bestanden im Jahr 1999 119 landwirtschaftliche Betriebe mit einer landwirtschaftlich genutzten Fläche von 2782 ha. Davon waren 2220 ha Ackerfläche und 560 ha Dauergrünfläche.
2019 gab 1293 sozialversicherungspflichtig Beschäftigte am Wohnort und 33 Arbeitslose. Im verarbeitenden Gewerbe gab es einen, im Bauhauptgewerbe acht Betriebe. Im Jahr 2016 bestanden zudem 77 landwirtschaftliche Betriebe mit einer landwirtschaftlich genutzten Fläche von 2570 ha.

### Verkehr
Der Ort Polling ist erschlossen über die Kreisstraße MÜ 11. Die Gemeindeteile Ober- und Unterflossing sind über die Staatsstraßen 2092 und Staatsstraße 2355 erschlossen. In die Kreisstadt Mühldorf a. Inn sowie in die Nachbarortschaft Tüßling im Landkreis Altötting führen ausgebaute Radwege. Radwegverbindungen in die Ortsteile der eigenen Gemeinde fehlen. Nächstgelegener Bahnhof im östlichen Gemeindegebiet ist der Bahnhof Tüßling, im westlichen Gemeindegebiet der Bahnhof Mühldorf (Obb.).

### Bildung
2012 gab es folgende Einrichtungen:
- Kindergärten: 108 Kindergartenplätze mit 93 Kindern
- Volksschulen: eine mit zwei Standorten (Polling und Flossing), elf Lehrern und 134 Schülern

### Tourismus
Polling liegt an der Strecke des Radpilgerweges Benediktweg, der im August 2005 eröffnet wurde. Im Gemeindeteil Annabrunn steht die Wallfahrtskirche Hl. Mutter Anna.

## Persönlichkeiten
- Basilius (Martin) Hauser (* 10. November 1886 in Polling; † 14. Februar 1950 im Lager Oksadŏk, Nordkorea), Missionsbenediktiner, Märtyrer von Tokwon[10]
- Cornelius Wiedl (* 14. November 1897 in Unterflossing; † 6. Februar 1944 in der Bismarcksee), Steyler Missionar und Märtyrer
- Professor Dr. Markus Scheibel (* 21. März 1975 in Mühldorf am Inn), Chefarzt der Abteilung Schulter- und Ellbogenchirurgie der Schulthess-Klinik Zürich und Visiting Professor an der Charité Berlin

## Trivia
Eine angebliche Marienerscheinung im Gemeindeteil Unterflossing sorgte im Jahre 2018 für einige Aufregung, die Katholische Kirche distanzierte sich allerdings.